# 15 Andromedae
15 Andromedae (15 And), som är stjärnans Flamsteedbeteckning, är en ensam stjärna belägen i den västra delen av stjärnbilden Andromeda. Den har en skenbar magnitud på ca 5,55 och är svagt synlig för blotta ögat där ljusföroreningar ej förekommer. Baserat på parallaxmätning inom Hipparcosuppdraget på ca 12,9 mas, beräknas den befinna sig på ett avstånd på ca 252 ljusår (ca 77 parsek) från solen. Stjärnan rör sig bort från solen med en heliocentrisk radiell hastighet av 13,1 km/s.

## Egenskaper
15 Andromedae klassas, beroende på val av referens, som en blå till vit jättestjärna av spektralklass A1 III, en stjärna i huvudserien med spektralklass av A1 Va eller en Lambda Boötis-stjärna med spektralklass kA1hA3mA0,5 Va+. Den har en massa som är ca 2,7 gånger solens massa, en radie som är ca 2,7 gånger större än solens och utsänder ca 27 gånger mera energi än solen från dess fotosfär vid en effektiv temperatur på ca 9 200 K.
15 Andromedae med dess variabelstjärnbeteckning V340 And, är en pulserande variabel av Delta Scuti-typ (DSCTC), som ändrar skenbar magnitud med 0,03 enheter. Två variabilitetscykler, med perioderna 0,0403 och 0,0449 dygn, har observerats, ett gemensamt drag för Lambda Boötis-stjärnor. Stjärnan har ett överskott av infraröd strålning som antyder närvaro av en omgivande stoftskiva på ett avstånd av ca 50 AE från värdstjärnan.